# 학자금 대출
학자금 대출(學資金貸出)은 학생 본인을 대상으로 하는 학비 등 교육비에 대한 대출로, 소비자 금융 중의 하나이다.

## 대한민국
학자금 대출 신청은 학생 본인의 전자서명 수단을 사용하여 한국장학재단 누리집 또는 이동통신 응용프로그램(모바일 앱)을 통해 가능하다. 2022학년도 1학기 및 2학기 학자금 대출 금리는 1.70%로 동결되었다.
2023년부터 학점은행제 학습자도 학자금 대출을 받을 수 있게 되었다. 이 대출은 학점은행제 학습자의 학비 부담 경감을 위해 학위 취득에 필요한 학습비 대출을 지원하는 제도이다.

## 일본
일본에서 학자금 대출은 가쿠세 론(学生ローン)이라고 부르며, 일반적으로 대형 소비자 금융에서 건강 보험증이나 면허증 제시를 요구하여 본인 확인을 하고, 20세 미만의 미성년자와 일정한 직업에 따라 소득이 없는 학생을 대출 대상으로 하고 있지 않다. 이에 대해 학생도 소비자 금융 서비스를 받을 수 있도록 학자금 대출을 취급하는 대부 업체가 있다.
고교생을 제외한 18세 이상의 학생 (대학생 · 단기 대학생 · 전문 학교생 등)에 한하여 사용할 수 있다.
일본의 장학금 제도는 정부 산하기관인 일본학생지원기구 (JASSO)가 운영하고 있다. 명칭은 장학금이지만 현재 운영 중인 제도의 80% 이상이 상환을 필수로 하는 융자형으로, 사실상 한국의 학자금 대출제도와 같다. 대출자의 상황에 따라 조금씩 다르지만, 일본의 장학금 제도는 대학 졸업년도를 첫해로 시작해 최소 20년 이상의 상환기간을 기본적으로 설정해야 한다. 이자율 역시 3~5%로 높아 사회초년생이 감당하기엔 그리 만만치 않은 수준이다. 일본의 장학금제도가 대학을 갓 졸업하고 직장생활을 시작한 사회초년생들에게 커다란 경제적 부담을 안겨주고 있는 것으로 나타났다. 지난해에는 학자금 상환에 어려움을 견디다 못해 극단적 선택을 한 청년이 10명이나 돼 많은 이들의 안타까움을 사기도 했다.

## 미국
미국 교육부는 미국에 거주하는 시민을 위한 학자금 대출을 제공한다. 이 대출을 사용하여 미국 또는 해외에서 교육 자금을 조달할 수 있다.
대출금을 상환 할 수 없는 경우, 일부 학자금 대출 프로그램은 미국 공동 서명자이든 국제 공동 서명자이든 공동 서명자를 필요로 한다. 학자금 대출 승인을 받고 이를 받기로 결정한 경우, 대출 기관은 돈을 학교로 보낸다. 대출 기관은 학생이 해당 학교에 다니고 있는지 그리고 대출 금액이 정확한지 확인한다. 대출 프로그램에 따라 승인을 받은 경우 다양한 유형의 상환 옵션이 있을 수 있다. 일부 대출 기관은 학생이 졸업 할 때까지 차용인이 지불을 연기하도록 허용 할 수 있다.

## 영국
영국에서 대학을 다니려면 많은 비용이 들 수 있다. 영국의 국제 학자금 대출은 학교를 마치는 데 도움이 될 수 있다. 주로 연방 학자금 대출 자격이 없기 때문에 은행은 종종 신용 점수 및 공동 서명자가 필요하다.
영국에서 대학을 졸업한 사람들의 학자금 대출금은 평균 44,000파운드로, 이는 다른 영어권 국가인 미국, 캐나다, 호주, 뉴질랜드 중 가장 높은 것으로 나타났다. 학비 인상과 더불어 학비 대출금 상환 방식을 변경하여 졸업 후 취업할 때까지 대출금 상환을 유예하였다. 취업 후 소득이 연 21,000파운드 이상일 경우 대출금 상환이 시작되며, 졸업 후 30년 후에는 상환 면제된다.
이자율, 대출 금액 및 상환 계획을 고려하면서 대학 학자금 지불에 도움이 될 수 있는 영국 내 상위 7개 국제 학자금 대출이 있다.

## 같이 보기
- 무상교육
- 사립 대학